# Wildfreigehege Bend
Koordinaten: 51° 4′ 48″ N, 6° 35′ 14″ O
Das Wildfreigehege Bend wurde 1975 eröffnet und erstreckt sich auf 7 Ha im Waldgebiet zwischen Erft und Autobahn in Grevenbroich.
Die Trägerschaft wird von der Schutzgemeinschaft Deutscher Wald übernommen, die Stadt Grevenbroich übernimmt die Futterkosten.
Das Wildfreigehege ist besonders kinder- und behindertengerecht: Tiere können gefüttert und am Zaun gestreichelt werden. Auch gibt es einen Streichelzoo und Spielgeräte. Die Waldwege sind mit einem Rollstuhl befahrbar.
Das Wildfreigehege ist ganzjährig kostenfrei dem Publikum zugänglich.
Neben Picknicktischen ist eine buchbare Grillhütte verfügbar. Führungen und Unterrichtsveranstaltungen sind möglich.

## Tierarten
Das Wildfreigehege umfasst ca. 200 Tiere aufgeteilt in mehr als 10 Arten.

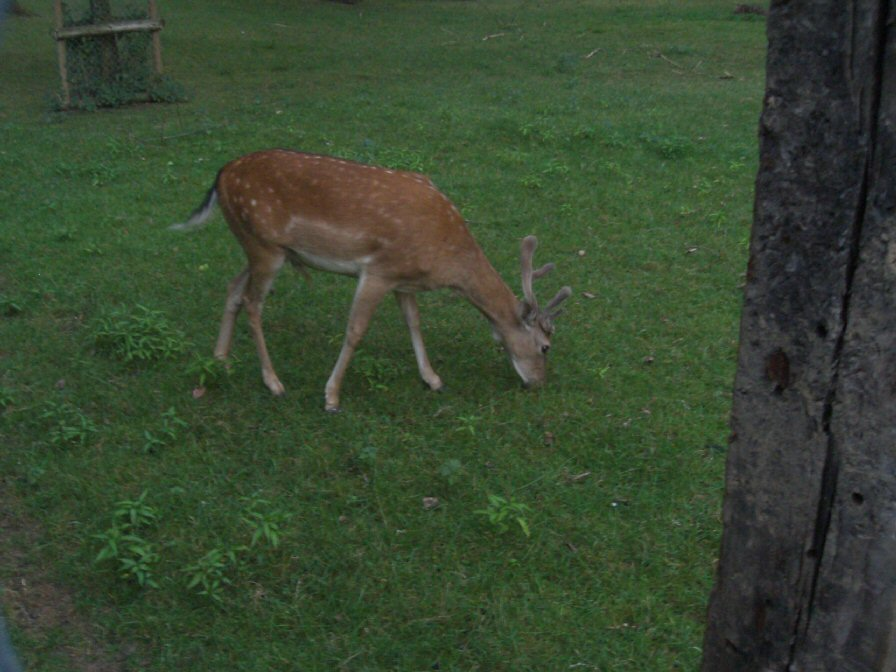
Junger Damhirsch im Wildfreigehege Bend

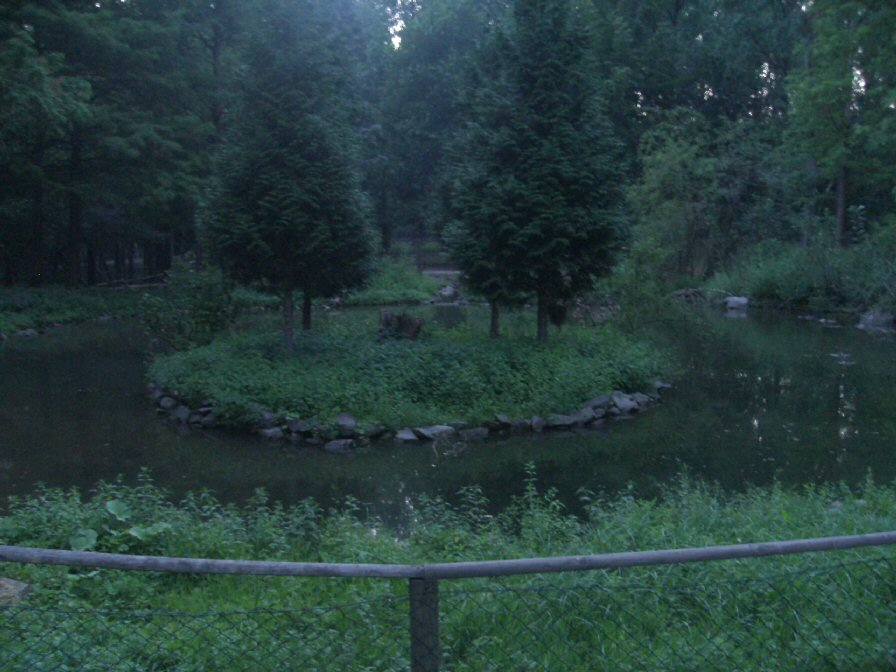
Wassergeflügelanlage im Wildfreigehege Bend

So finden sich dort u. a.:
- Sikawild
- Damwild
- Muffelwild
- Schwarzwild
- Moorschnucken
- Heidschnucken
- Dexter-Rinder[1]
- Wassergeflügel
- Esel
- Jakobsschafe
- Kamerunschafe
- Ziegen

## Lage
- Im Bend, D-41515 Grevenbroich
- ÖPNV: Grevenbroich, Hauptbahnhof